# ستراند (لندن)

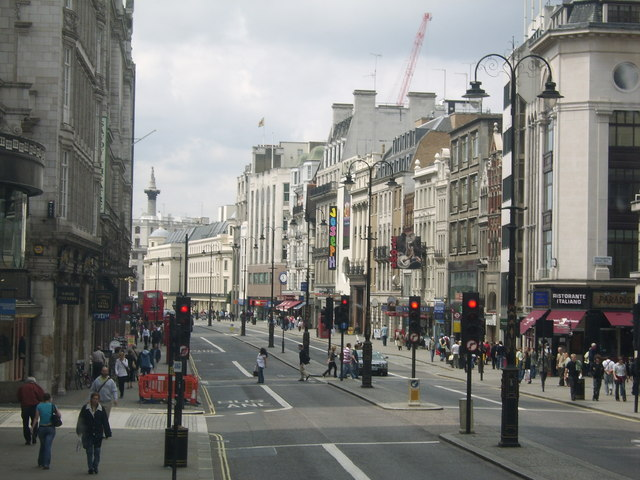
ذ ستراند.

ستراند (أو ذ ستراند) هو شارع يقع في ناحية الوست اند في وسط العاصمة البريطانية لندن.
يمتد من ميدان ترفلغر بإتجاه الشرق لأكثر من كيلو، وبعدها يتحول ليصبح شارع فليت ستريت. يقع فندق سافوي عند شارع الستراند.